# Sorgo commun
Sorghum bicolor · Sorgho, Millet à balai, Sorgho bicolore
Pour les articles homonymes, voir Sorgho (homonymie).
Espèce
Statut de conservation UICN

 LC  : Préoccupation mineure
Le sorgo commun (Sorghum bicolor), aussi orthographié sorgho, est une espèce de plantes monocotylédones de la famille des Poaceae (Graminées), originaire d'Afrique.
C'est une plante herbacée annuelle, qui peut atteindre 3 mètres de haut.
Elle est cultivée soit pour ses graines, le sorgho grain, soit comme fourrage, le sorgho fourrager.
Le sorgho est la cinquième céréale mondiale par le volume de production, après le maïs, le riz, le blé et l'orge,. C'est la principale céréale pour de nombreuses populations à faible revenu vivant dans les régions tropicales semi-arides d'Afrique et d'Asie.
Cette plante est aussi la sixième source de calories alimentaires pour la population mondiale, après le riz, le blé, le sucre (de betterave et de canne), le maïs et la pomme de terre. Elle est également largement utilisée en alimentation animale sous forme de fourrage vert, de paille sèche ou de concentré de céréales.

## Description
Sorghum bicolor est une plante herbacée annuelle ou vivace à courte durée de vie, traitée comme une plante annuelle en culture.
Les tiges (chaumes) dressées, robustes, aux entrenœuds pleins, peuvent atteindre 100 à 600 cm de long et 50 à 300 mm de diamètre et portent une panicule terminale.
C'est une plante qui ressemble au maïs et à la canne à sucre.
Le sorgho commun a un système racinaire fibreux, caractéristique des graminées, qui peut atteindre une profondeur de 1,5 à 2,4 m. Ce système racinaire est très étendu et a la capacité de devenir dormant dans les périodes de stress hydrique, ce qui contribue à la résistance à la sécheresse de la plante et en fait une culture adaptable dans les systèmes agricoles marginaux des zones arides. Dans un contexte de dérèglement climatique, et de risques de sécheresses accrues dans certaines zones géographiques, en particulier pour le pourtour méditerranéen, Le sorgho bénéficie d'un avantage compétitif par rapport aux cultures vivrières dominantes dans le monde, c'est celle qui exige le moins d'eau (475mm/hectare) pour sa culture et celle dont les rendements souffrent le moins des stress hydriques en cas de sécheresse. Le sorgho est la sixième source de calories alimentaires pour la population mondiale, après le riz (770mm d'eau/ha), le blé (550mm/ha), le sucre (de betterave (650mm/ha) et de canne (1250mm/ha)), le maïs (575mm/ha) et la pomme de terre (487mm/ha).
Les feuilles, qui ressemblent à celles du maïs, ont un limbe plat, linéaire à lancéolé, largement arrondi à la base, de 30 à 100 cm de long sur 5 à 10 mm de large, et une ligule membraneuse de 1 à 3 mm de long.
Elles sont disposées de façon alterne sur les côtés opposés de la tige (disposition distique) et on compte de 14 à 18 feuilles sur une plante adulte au moment de la floraison. Elles sont généralement plus courtes et plus petites vers le haut de la tige jusqu'à la feuille-drapeau qui sous-tend l'inflorescence. Elles peuvent, selon les variétés, être distribuées également le long de la tige ou au contraire groupées vers la base.
Dans des conditions très sèches, les feuilles s'enroulent vers le haut et vers l'intérieur, réduisant ainsi la transpiration et la perte d'humidité en diminuant la surface exposée. Elles présentent en surface des dépôts de silice de forme irrégulière qui agissent comme une barrière physique atténuant le stress hydrique en diminuant la transpiration et contrariant la pénétration physique dans les tissus végétaux de ravageurs tels que la mouche du sorgho (Atherigona soccata).
Les talles sont de nouvelles tiges qui naissent au niveau des nœuds situé à la base de la tige principale. Les cultivars du sorgho ont une capacité de tallage très variable, certains tallent très tôt, tandis que chez d'autres le tallage n'intervient qu'après la floraison. Le nombre de talles dépend de caractères héréditaires, mais aussi de l'apport de carbone et des températures nocturnes. La température et la durée du jour peuvent affecter le tallage, les températures élevées et les jours courts étant des facteurs défavorables. Le tallage contribue de façon appréciable au rendement en grains.
L'inflorescence est une panicule ouverte ou contractée, lancéolée, ovale ou globuleuse, non verticillée, de 4 à 50 cm de long sur 2 à 20 cm de large, aux ramifications terminées par un racème. Les ramifications primaires de la panicule sont apprimées ou étalées. Le pédoncule est droit ou recourbé vers le bas.
Les racèmes comptent de 1 à 6 épillets fertiles, sessiles.

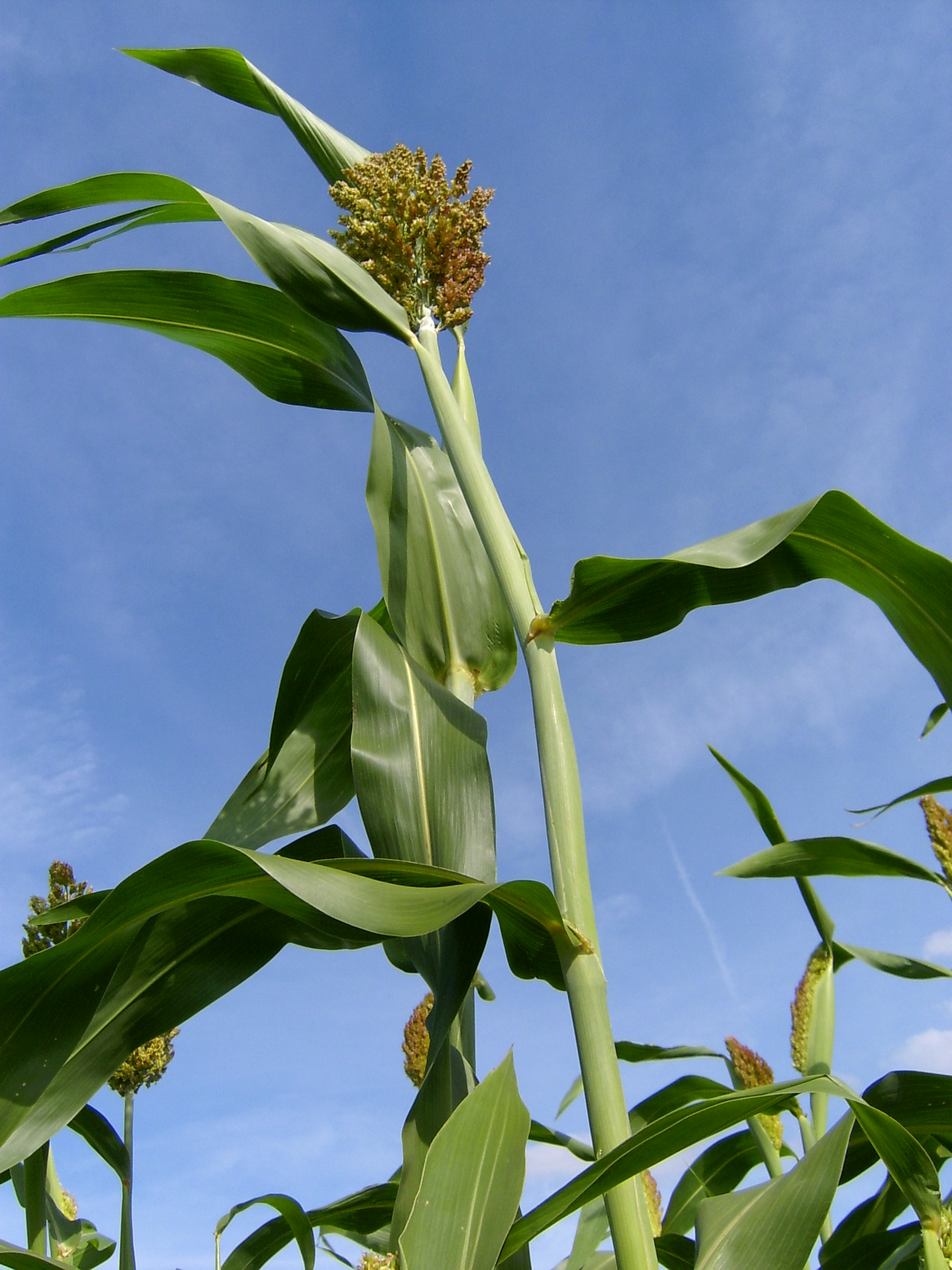
Tige feuillée.
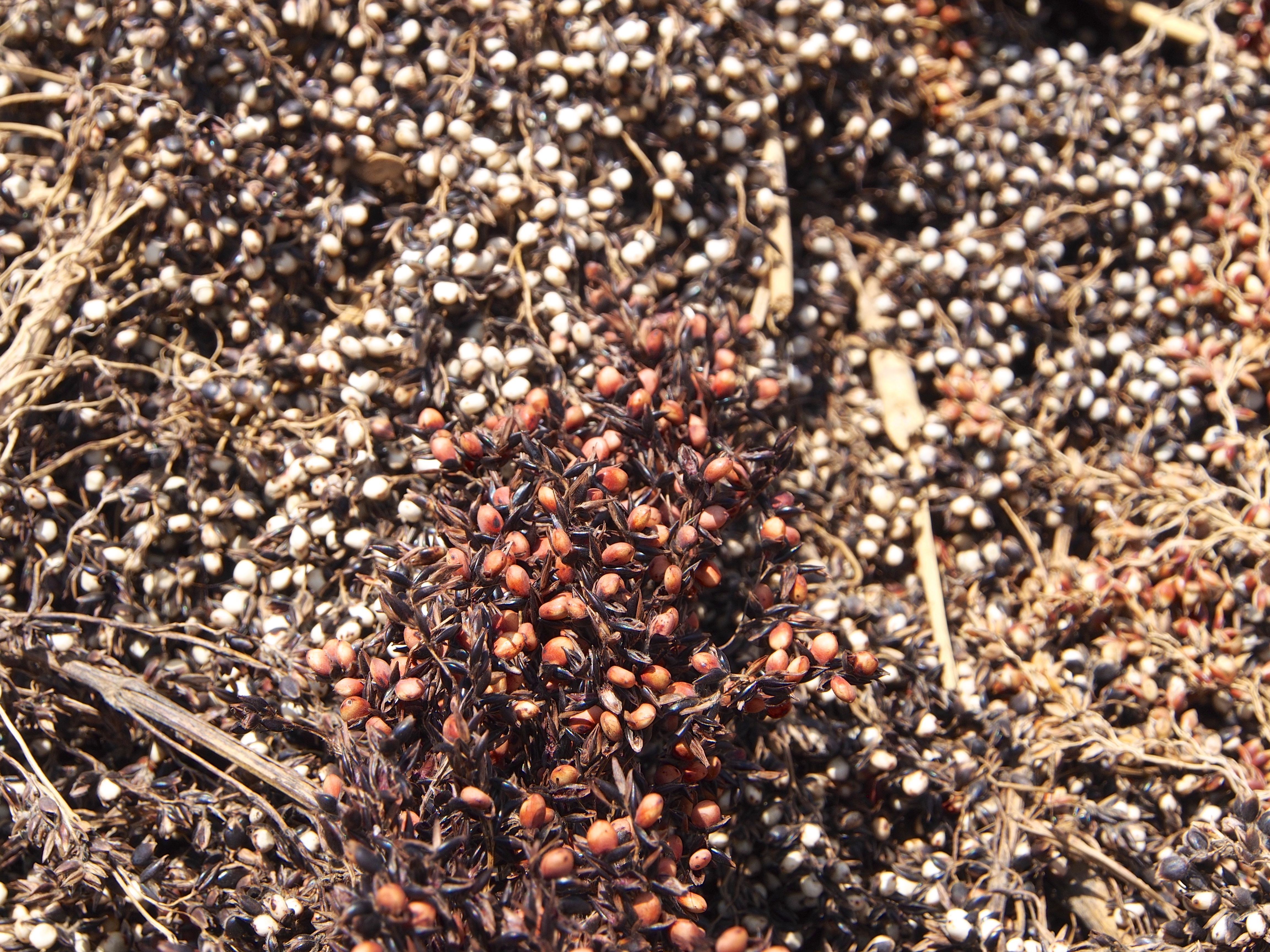
Graines de sorgho rouge et de sorgho blanc.
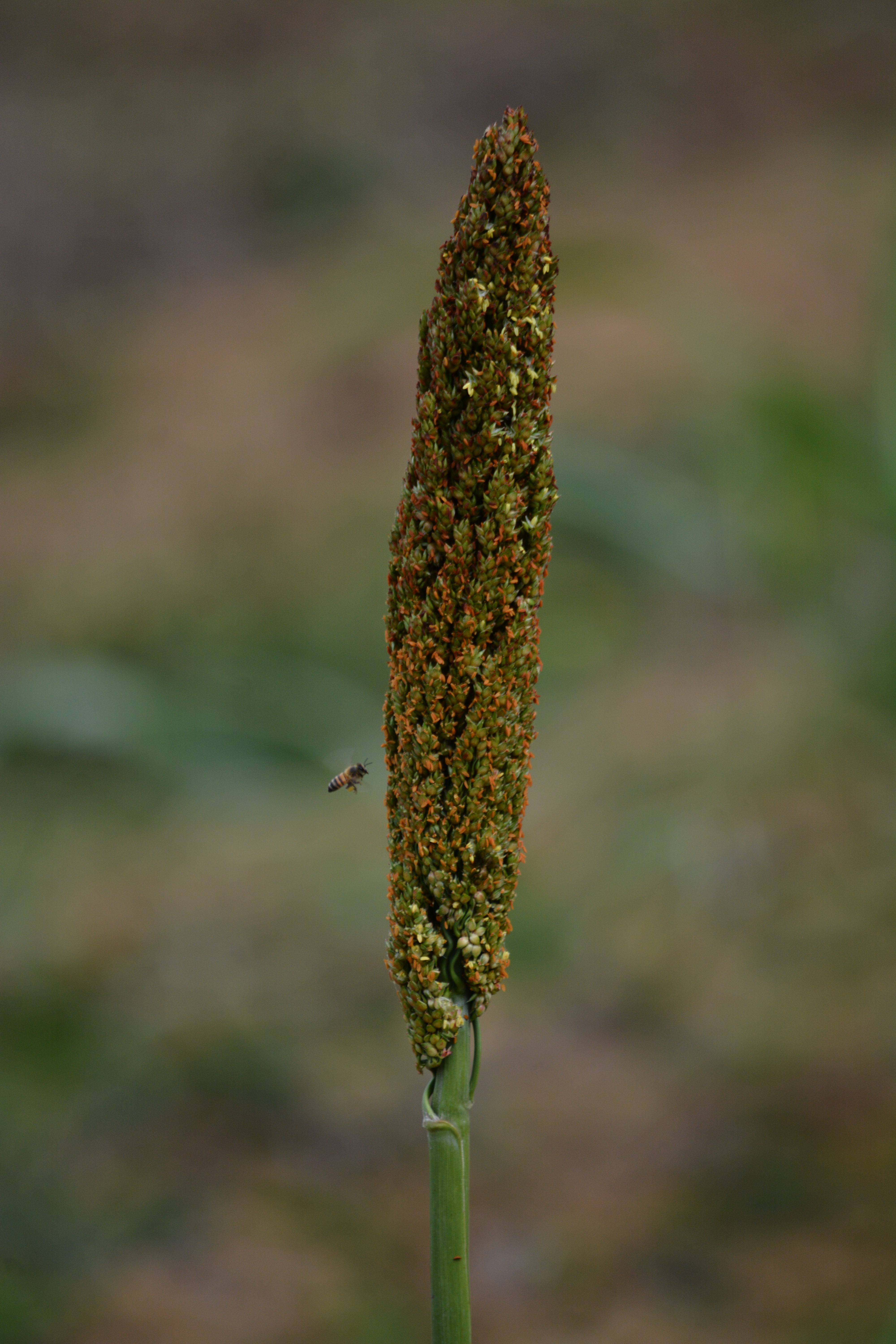
Panicule.
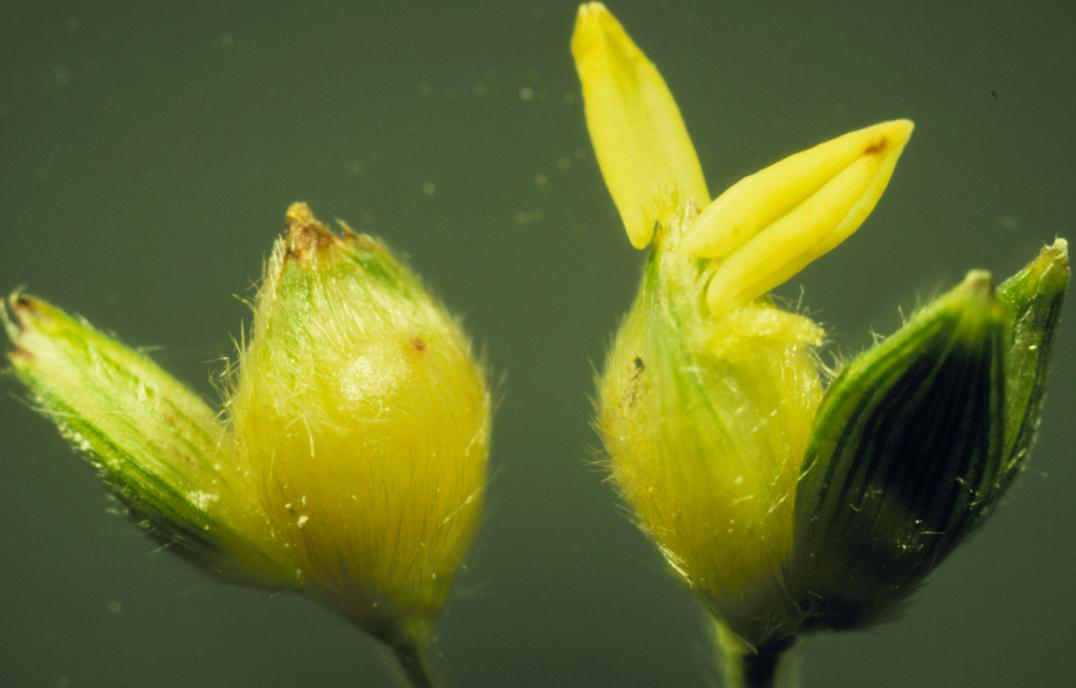
Épillets.
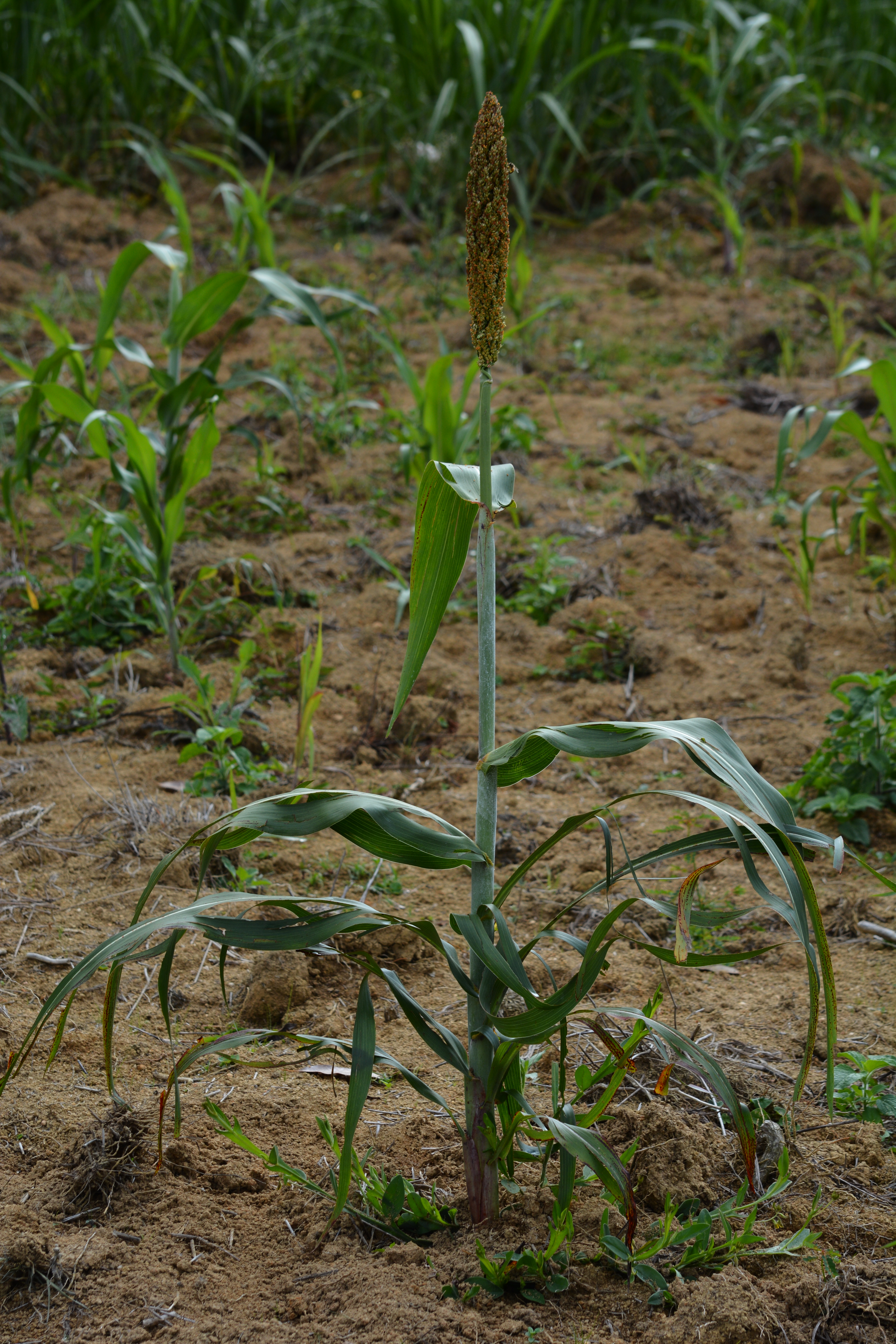
Sorgho AL Precioso

Les épillets fertiles, oblongs ou ovales ou orbiculaires, comprimés dorsalement, comprennent un fleuron basal stérile et un fleuron fertile, sans extension du rachillet, et mesurent de 3 à 10 mm de long. Ils persistent sur la plante à maturité.
Ils sont sous-tendus par deux glumes dissemblables, ovales, cartacées ou coriaces, la glume inférieure étant plus large que la glume supérieure et dépassant l'apex des fleurons.
Les fleurons fertiles ont une lemme obovale, hyaline de 1 à 3 mm de long, à l'apex entier ou denté, mutique ou portant une arête géniculée à la colonne torsadée.
La fleur compte deux lodicules ciliées.
Le fruit est un caryopse de 4 mm environ, qui est exposé à maturité entre lemme et paléole écartées. Son taux d'humidité à maturité est encore relativement élevé (25 à 30 %) et la récolte doit être séchée rapidement.

## Distribution

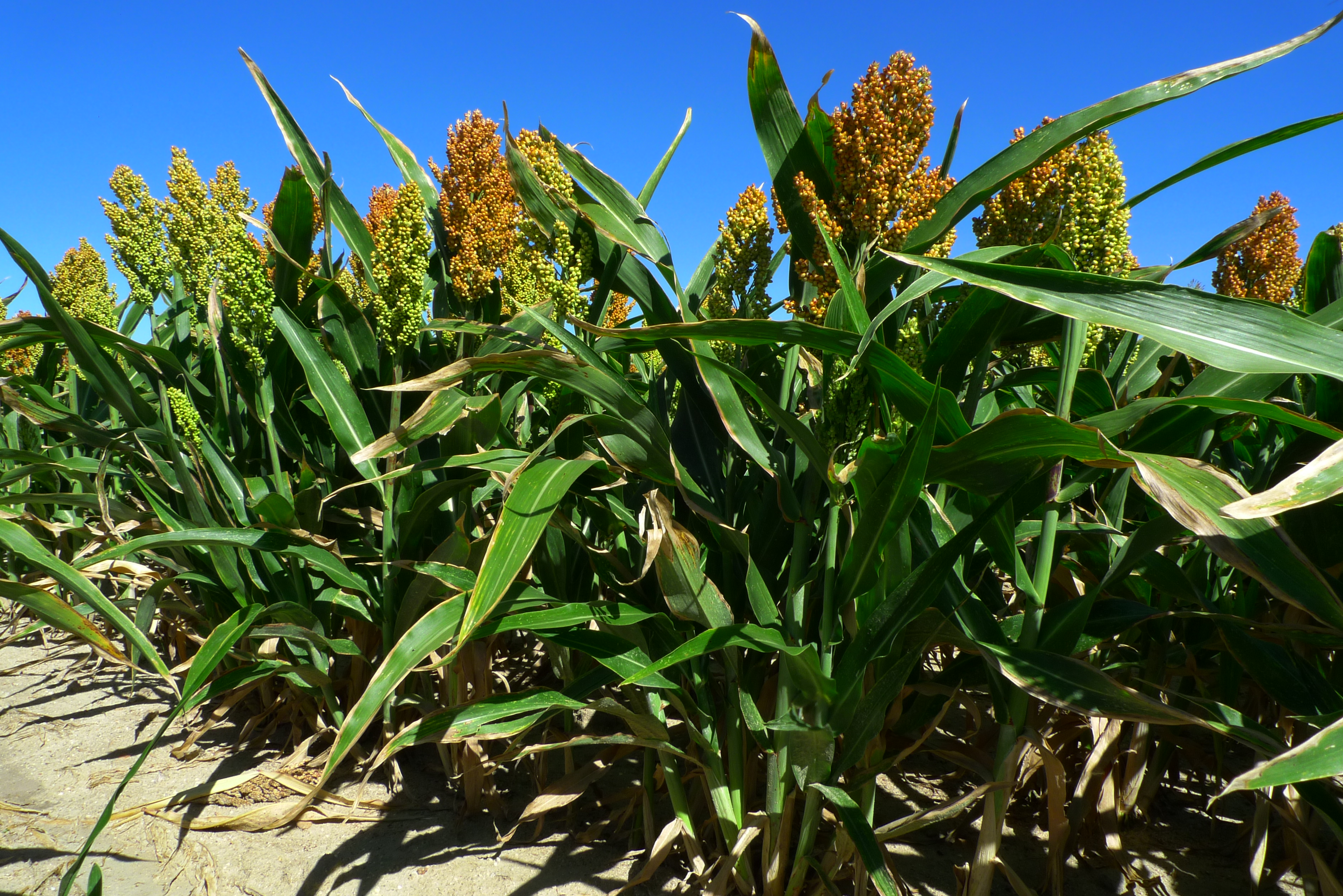
Sorgo dans la zone d'irrigation de la rivière Adaja (Ávila).

Le sorgho est probablement originaire d'Éthiopie, d'où il s'est répandu dans toute l'Afrique. Il était connu à Rome du temps de Pline l'Ancien. Il est également recensé par Xénophon en 401 av. J.-C. dans les plaines de Cilicie, en Anatolie, dans l'actuelle Turquie.
L'aire de répartition originelle de Sorghum bicolor se situe en Égypte, en Afrique tropicale orientale (Éthiopie, Kenya, Somalie, Soudan, Tanzanie, Tchad, Ouganda), en Afrique tropicale occidentale (Bénin, Burkina Faso, Côte d'Ivoire, Gambie, Ghana, Guinée, Liberia, Mali, Mauritanie, Niger, Nigeria, Sénégal, Sierra Leone), en Afrique tropicale centrale (Cameroun, Gabon, Guinée Équatoriale, République centrafricaine, République Démocratique du Congo)  et en  Afrique australe (Afrique du Sud, Angola, Botswana, Eswatini, Malawi, Mozambique, Namibie, Zambie, Zimbabwe).
L'espèce s'est naturalisée dans le sous-continent indien, en Australie et en Amérique du Nord et du Sud.
De nos jours, il est cultivé, et parfois subspontané, dans tous les continents. C'est une plante de climat chaud, mais comme pour le maïs, la sélection a permis de créer des variétés cultivables en pays tempérés. En Europe, sa culture reste principalement centrée sur les zones méditerranéennes. En France il est cultivé sur plus de 60 000 ha, principalement dans le sud-ouest en alternative au maïs car il est moins exigeant en eau, mais il commence à être adopté dans le nord de la France, par exemple en Normandie, pour faire face au manque d'eau.

## Utilisation
Alimentation humaine

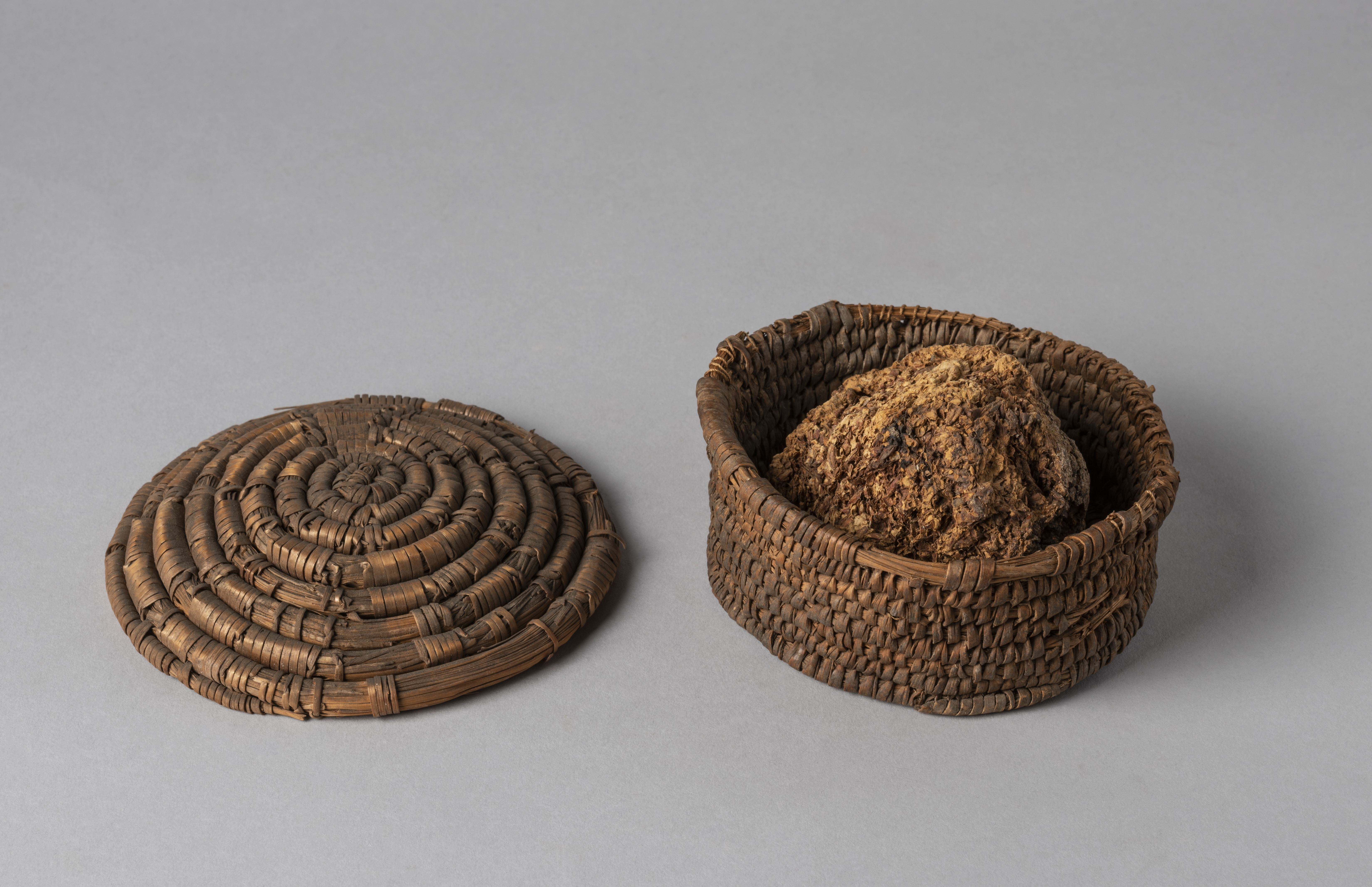
Morceau de pain de sorgho contenu dans un panier, Égypte prédynastique, vers 3100 av. Museo Egizio, Turin.

En matière d'alimentation humaine, le sorgho comme le millet sont parmi les céréales les plus cultivées en Afrique subsaharienne, après le riz et le maïs. Il s'agit d'une source  principale d'alimentation de la majorité des habitants du Sahel.
Le sorgho à grain est une culture vivrière dans de nombreux pays d'Afrique et d'Asie. Le sorgho peut se consommer  en grain à l'instar du riz, ou être réduit en farine. Sous le nom de jowar en Inde, la farine de sorgho est privilégiée dans la confection du pain bhakri, un aliment de base dans plusieurs régions. Dans les pays occidentaux il entre dans la composition de biscuits pour le goûter. En Tunisie, on réalise fréquemment des gâteaux au sorgho (droo) et la farine de sorgho mélangée à de l'eau, des épices et du sucre peut devenir une sorte de soupe roborative au petit-déjeuner. Le sorgho est également à la base de boissons recherchées, notamment pendant le ramadan. Les tiges de sorgho bicolores se mâchent tout comme la canne à sucre.
Autres usages
Les sorghos sont également utilisés pour des usages très diversifiés dans de nombreux pays
- Les sorghos fourragers sont utilisés en alimentation animale en grains, ou comme fourrage en ensilage ou à la pâture principalement dans les pays occidentaux et en Afrique du Nord.
- Herbe à chat : la plupart des mélanges vendus en distribution sont un mélange de graines d'orge et de sorgho.
- Production de sucre et sirop : des tiges du sorgho bicolore est extraite une mélasse ou un sirop sucré (sirop de sorgo), aux États-Unis sont produits 1 000 litres de sirop par ha[15].
- Alcool, notamment au Burkina Faso, mais aussi et surtout en Chine avec le maotai, alcool de sorgho, considéré en Chine, comme le meilleur alcool ; le célèbre er guo tou (二锅头酒) de Pékin ou encore le meigui lu jiu, alcool blanc de sorgho, parfumé à la rose.
- Dolo et tchapalo, boissons traditionnelles sahéliennes préparées à base de sorgho, cuit dans l'eau et fermenté avec de la levure.
- Agrocarburant : le sorgo à sucre pourrait être une solution  pour produire un agrocarburant tel que le bioéthanol, avec le risque quasi-certain cependant de mettre en péril les cultures vivrières locales. Un projet pilote a été mis en place en Inde, d'autres sont en cours aux Philippines, au Mexique, au Mozambique et au Kenya. Peu demandé, contrairement au maïs, l’utilisation de cette plante facile à cultiver ne déstabilise pas encore le marché alimentaire. En revanche, l'accaparement de surfaces potentiellement destinées à l'alimentation va devenir un problème crucial.[réf. nécessaire]
- Le sorgho fibre permet grâce à la méthanisation de sa biomasse la fabrication de biomatériaux destinés à la fabrication de films plastiques ou de balais biodégradables.
- Teinture : plusieurs variétés non comestibles de sorgho sont cultivées exclusivement pour le colorant rouge contenu dans ses feuilles.

## Toxicité

### Intoxication par le cyanure d'hydrogène
Le sorgho commun contient de la dhurrine, glucoside toxique qui produit à parts égales de l'acide cyanhydrique (HCN) et du p-hydroxylbenzaldéhyde lorsqu'elle est hydrolysée sous l'action d'enzymes présents dans les cellules. Cela se produit lorsque les tissus végétaux sont perturbés (broyage, mastication, etc.). La teneur en dhurrine diminue au fur et à mesure de la croissance et surtout après la floraison, elle dépend aussi des conditions environnementales.
Les sorghos à grains et les sorghos sucriers ont des teneurs en dhurrine plus élevées que les sorghos fourragers.
Le risque d'intoxication par le cyanure concerne les animaux en particulier en cas d'ingestion de plants jeunes ou de repousses, en particulier s'il s'agit de plantes stressées ou endommagées. Il est faible lorsque les animaux consomment des plants au stade de la floraison ou de la mise à graines, ou sous forme d'ensilage.
Les graines de sorgho contiennent des traces de dhurrine (1 à 29 ppm), alors que les germes des mêmes graines cultivées pendant 3 jours à l'obscurité à 30 °C contiennent de 258 à 1 030 ppm de poids sec. Le séchage et le broyage des germes  ne réduisent pas la teneur potentielle en HCN et la quantité de HCN obtenue à partir de germes cultivés à partir de 100 g de semences (61,3 mg) dépasse la dose fatale moyenne pour un adulte.
Des ouvriers agricoles ont été terrassés par les émanations de cyanure lors de grandes opérations d'ensilage de sorgho à l'échelle industrielle. La dose létale médiane (CL50) sous forme gazeuse est comprise entre 100 et 300 μg/g, la mort survenant en moins d'une heure.

### Intoxication par les nitrates
A l'instar d'autres espèces de graminées, telles que le mil (Pennisetum glaucum) et le Sudan Grass (herbe du Soudan, Sorghum ×drummondii), le sorgho à grains  ou le sorgho fourrager peuvent dans certaines circonstances accumuler des nitrates, potentiellement toxiques pour les ruminants. Les nitrates sont convertis dans le rumen en nitrites. Ceux-ci absorbés dans le sang réagissent avec l'hémoglobine pour former la méthémoglobine, ce qui bloque le transport de l'oxygène. L'accumulation des nitrates dans les plantes se produit lorsque leur teneur dans le sol est élevée et que les conditions environnementales (sécheresse, temps froid, application d'herbicides, etc.) freinent leur conversion en protéines. On considère que les plantes contenant plus de 1,5 % de nitrate de potassium (KNO3) par rapport à la matière sèche sont potentiellement dangereuses pour du bétail affamé.

## Culture

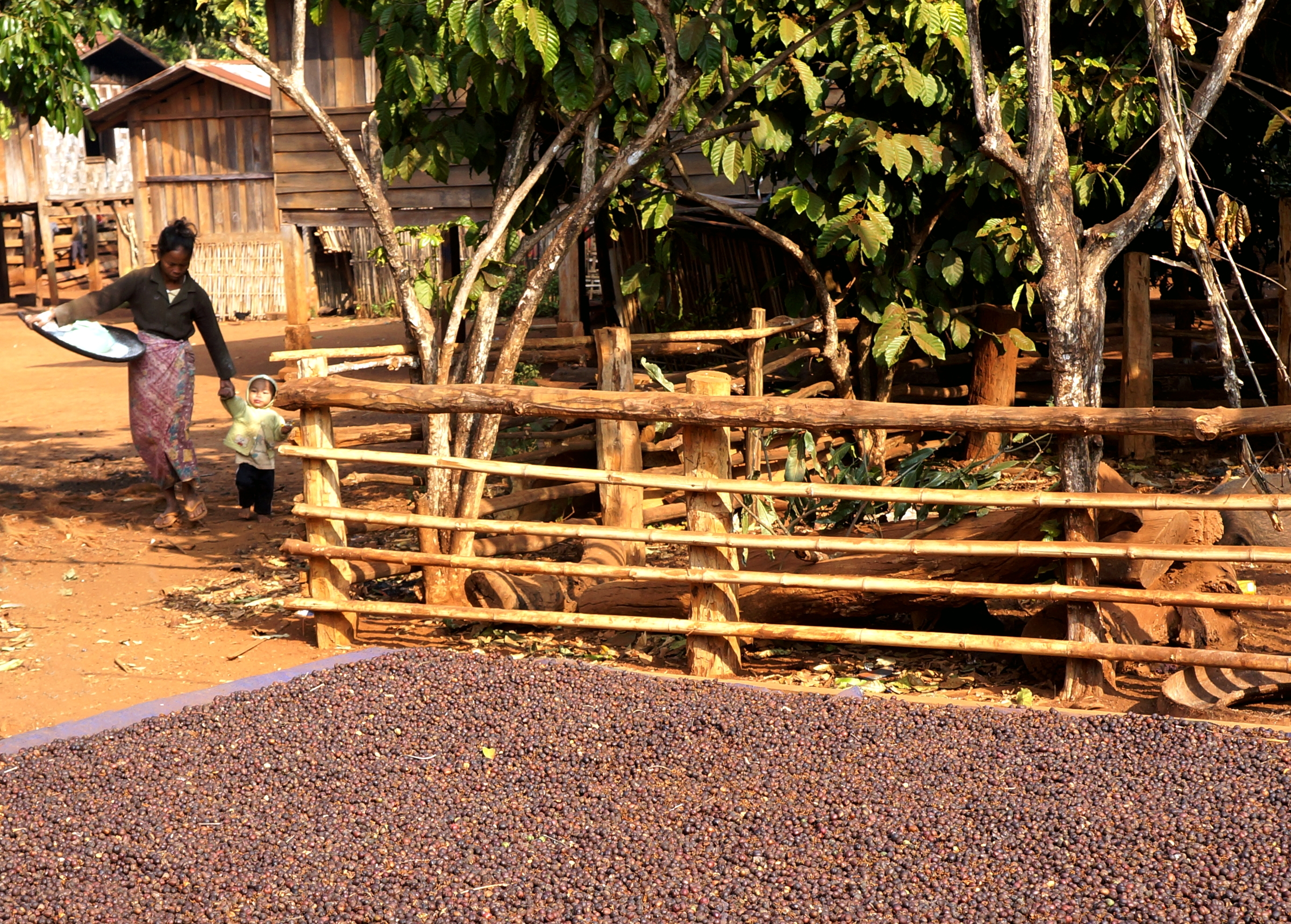
Séchage du sorgho commun sur le plateau des Bolovens au Laos. Janvier 2014.

Le semis se fait vers mai-juin : les graines de sorgho se sèment à environ 3-4 cm de profondeur en espaçant les pieds de 40 cm et les rangs de 60 cm, l'objectif de peuplement étant de 150 000 à 180 000 plantes par hectare.
Les graines se récoltent à l'automne lorsqu'elles sont dures, idéalement avant les gelées. Il faut ensuite les faire sécher et les décortiquer pour enlever le son.
En France, son rendement moyen est de 53 quintaux/hectare.

## Nutrition

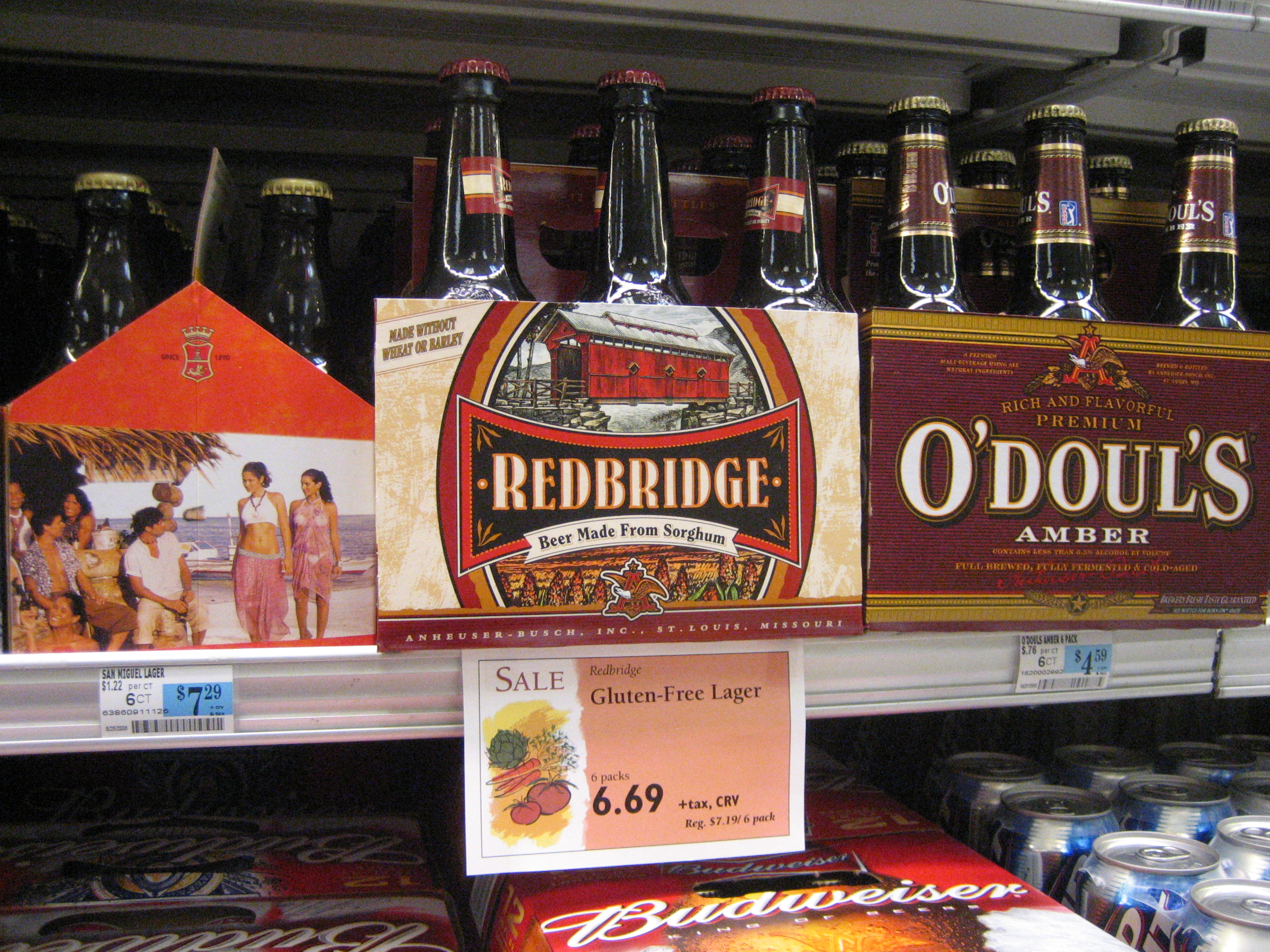
Bière sans gluten dans un supermarché américain.

Le millet et le sorgho ne contiennent pas de gluten. On peut maintenant trouver les farines et les grains certifiés sans gluten de ces céréales dans des endroits spécialisés pour les allergies alimentaires. Il existe également de la bière certifiée sans gluten.

## Production
La très grande majorité des surfaces semées en sorgho se trouvent en Afrique et en Asie (Inde notamment). Les pays occidentaux produisent environ 40 % de la récolte mondiale, pour l'alimentation animale, sur 10 % seulement de la surface totale.
Les principaux pays producteurs en millions tonnes en 2014 :
|             | Pays         | Production (million de tonnes) | Monde (%) |
| ----------- | ------------ | ------------------------------ | --------- |
| 1           | États-Unis   | 10,988                         | 16,2      |
| 2           | Mexique      | 8,394                          | 12,4      |
| 3           | Soudan       | 7,271                          | 10,7      |
| 4           | Nigeria      | 6,741                          | 9,9       |
| 5           | Inde         | 5,390                          | 7,9       |
| 6           | Éthiopie     | 4,339                          | 6,4       |
| 7           | Argentine    | 3,466                          | 5,1       |
| 8           | Chine        | 2,961                          | 4,4       |
| 9           | Brésil       | 2,279                          | 3,4       |
| 10          | Burkina Faso | 1,708                          | 2,5       |
| 11          | Niger        | 1,426                          | 2,1       |
| 12          | Australie    | 1,282                          | 1,9       |
| 13          | Mali         | 1,272                          | 1,9       |
| 14          | Cameroun     | 1,150                          | 1,7       |
| 15          | Tchad        | 0,897                          | 1,3       |
| Total monde | Total monde  | 67,871                         | 100 %     |

## Taxinomie
L'espèce Sorghum bicolor a été décrite par le botaniste allemand, Moench, et publiée en 1794 dans Methodus Plantas Horti Botanici et Agri Marburgensis : a staminum situ describendi.
Auparavant, Linné avait décrit, et publié en 1753 dans son Species plantarum, trois espèces distinctes pour le sorgho cultivé : Holcus sorghum, Holcus saccaratus et Holcus bicolor. En 1794, Moench créa le genre Sorghum, séparé du genre Holcus, et regroupa dans une espèce unique, Sorghum bicolor, tous les sorghos cultivés.

### Noms vernaculaires
Sorgho à sucre, sorgho en ancienne orthographe, sorgho grain, gros mil (Afrique), millet indien, grand millet, millet à balai, blé égyptien, dari, doura, gros millet, riz égyptien, sorgho à balai, sorgho blanc, sorgho commun, sorgho vulgaire, sorgho douro, sorgho feterita, sorgho du Soudan, sorgho durra, sorgho menu, sorgho penché,.

### Synonymes
Selon Catalogue of Life (16 mars 2018) : 

### Liste des sous-espèces et variétés
Selon Tropicos (25 août 2016) (Attention liste brute contenant possiblement des synonymes) :
- sous-espèces : 
  - Sorghum bicolor subsp. arundinaceum (Desv.) de Wet & J.R. Harlan ex Davidse
  - Sorghum bicolor subsp. bicolor
  - Sorghum bicolor subsp. drummondii (Nees ex Steud.) de Wet ex Davidse
  - Sorghum bicolor subsp. verticilliflorum (Steud.) de Wet ex Wiersema & J. Dahlb.
- variétés :
  - Sorghum bicolor var. arduini Snowden
  - Sorghum bicolor var. bicolor
  - Sorghum bicolor var. cafer (Ard.) Fosberg & Sachet
  - Sorghum bicolor var. caffrorum (Thunb.) Mohlenbr.
  - Sorghum bicolor var. cernuum (Ard.) Ghişa
  - Sorghum bicolor var. charisianum (Busse & Pilg.) Snowden
  - Sorghum bicolor var. drummondii (Nees ex Steud.) Mohlenbr.
  - Sorghum bicolor var. exaristatum Doronina & Ivanjuk.
  - Sorghum bicolor var. obovatum (Hack.) Fosberg & Sachet
  - Sorghum bicolor var. picigutta Snowden
  - Sorghum bicolor var. rotundulum (Snowden) Fosberg & Sachet
  - Sorghum bicolor var. saccharatum (L.) Mohlenbr.
  - Sorghum bicolor var. subglabrescens (Steud.) Fosberg & Sachet
  - Sorghum bicolor var. subglobosum (Hack.) Snowden
  - Sorghum bicolor var. technicum (Körn.) Stapf ex Holland
  - Sorghum bicolor var. transiens (Hack.) Fosberg & Sachet

### Variétés cultivées

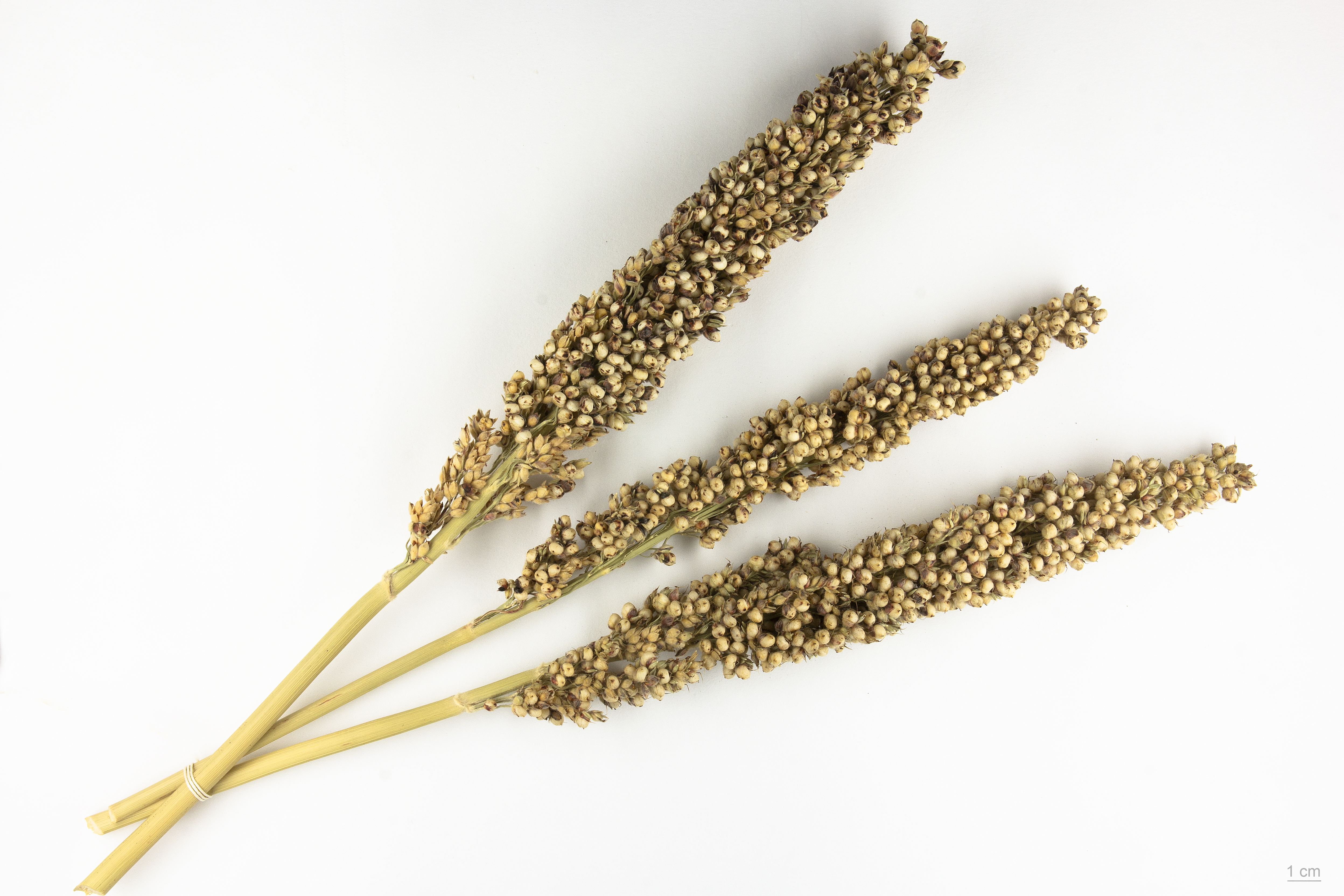
Sorghum bicolor Moderne - Muséum de Toulouse

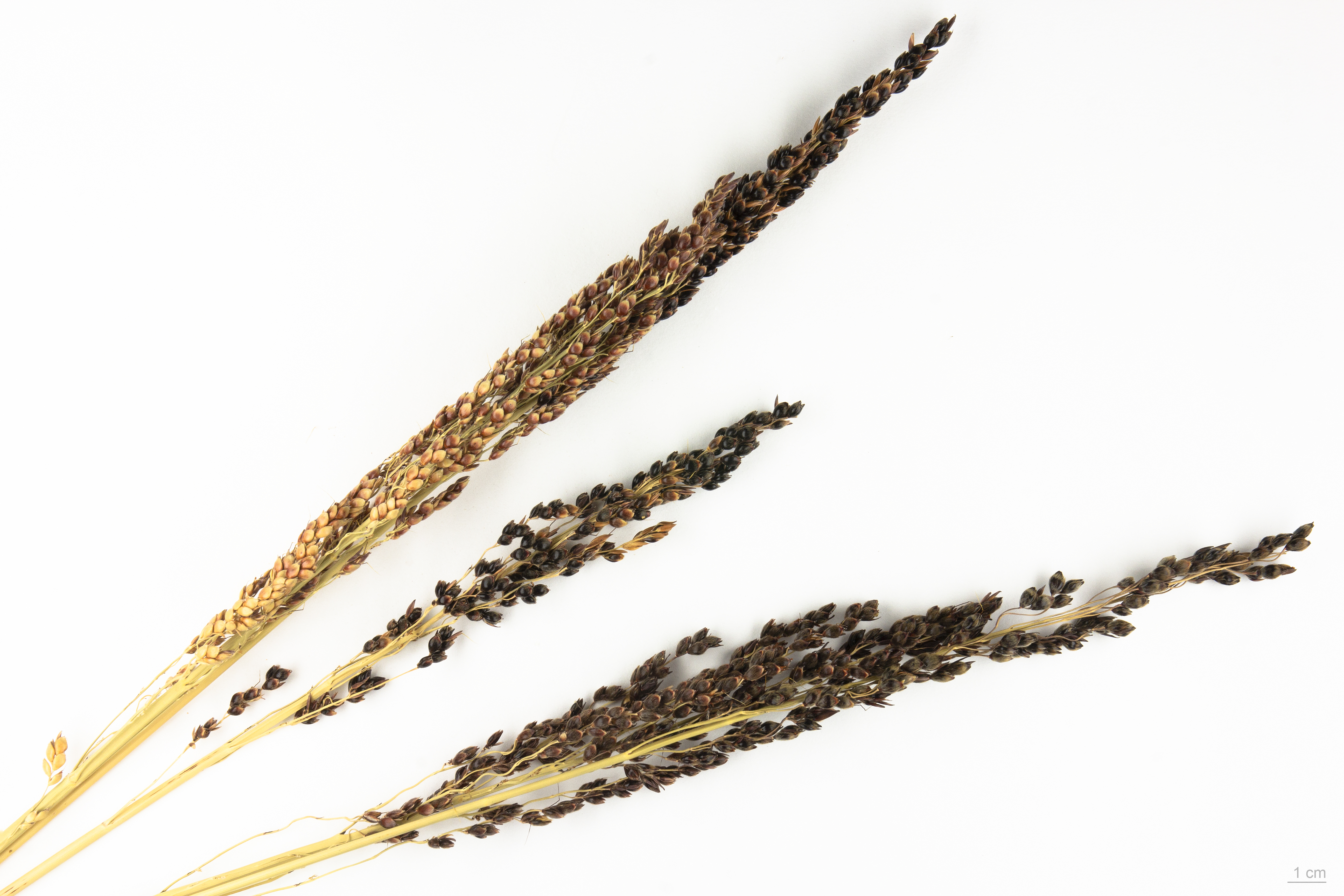
Sorghum bicolor noir - Muséum de Toulouse

Il existe plus de 128 variétés de sorgho grain inscrites dans le Catalogue européen des espèces et variétés. Environ 145 variétés de sorgho grain sont inscrites au Catalogue officiel français.